# Dubrave (Gradiška)
Pour les articles homonymes, voir Dubrave.
Dubrave (en serbe cyrillique : Дубраве) est une localité de Bosnie-Herzégovine. Elle est située dans la municipalité de Gradiška et dans la république serbe de Bosnie. Selon les premiers résultats du recensement bosnien de 2013, elle compte 2 289 habitants.

## Démographie

### Évolution historique de la population dans la localité
| 1948 | 1953 | 1961  | 1971  | 1981  | 1991  | 2013  |
| ---- | ---- | ----- | ----- | ----- | ----- | ----- |
| -    | -    | 1 579 | 1 880 | 2 362 | 2 581 | 2 289 |

|  |

### Communauté locale
En 1991, la communauté locale de Dubrave comptait 2 976 habitants, répartis de la manière suivante :